# Lemahwungkuk (plaats)
Lemahwungkuk is een bestuurslaag in het regentschap Kota Cirebon van de provincie West-Java, Indonesië. Lemahwungkuk telt 7799 inwoners (volkstelling 2010).